# Mindstate
Mindstate: Pete Philly and Perquisite, a holland hiphopduó debütáló albuma, mely 2005 elején jelent meg. 2006-ban megjelent az Államokban, Kanadában és Ausztráliában is.
Néhány instrumentálon Jesse Van Ruller közreműködött gitáron. Talib Kweli pedig közreműködött a Hope című számban. Talib Kweli hozzátette, hogy zeneileg fényévekkel előbbre vannak ("They're musically light years ahead of the game").
Megjelent: April 18, 2005

Műfaj: Hip-Hop, Jazz, Breakbeat, Soul

Hossz: 1:09:26

Label: Epitaph

Producer: Pete Philly & Perquisite

## Track listing
1. "Intro"   0:53
2. "Relieved"   2:45
3. "Insomnia"   3:10
4. "Motivated"   4:36
5. "Eager"   4:07
6. "Lazy"   3:38
7. "Respect"   3:24
8. "Cocksure"   2:52
9. "Conflicted"   1:50
10. "Grateful"   3:53
11. "Mindstate"   5:56
12. "Mellow (feat. Senna Gourdou)"   6:28
13. "Paranoid"   5:16
14. "Cheeky (feat. Cee Major)"   4:52
15. "Gratefull II"   1:34
16. "Hope (feat. Talib Kweli)"   4:32
17. "Amazed"   9:40